# Jürgen W. Schmidt
Jürgen Wolfgang Schmidt (* 5. Mai 1958 in Weißenberg) ist ein deutscher Offizier und Historiker.
Schmidts Familie stammte ursprünglich aus Schlesien; sie wurde 1947 vertrieben. Mütterlicherseits ist er nach eigener Aussage Sorbe. Er diente nach dem Abitur 1976 als Offizier in der Nationalen Volksarmee und der Bundeswehr. Nach seinem Dienstzeitende begann er ab 1993 ein Studium der Geschichte, Psychologie und Interkulturellen Erziehungswissenschaften an der Fernuniversität in Hagen. Seine Magisterarbeit von 1997 schrieb er über den russischen Militärnachrichtendienst während des Russisch-Japanischen Krieges (1904/05). 2004 wurde er bei Peter Brandt am Fachbereich Kultur- und Sozialwissenschaften mit der in der Fachwelt überwiegend positiv aufgenommenen Dissertation „Der Herr Kriegsminister erachtet es im Interesse des militärischen Nachrichtenwesens für dringend wünschenswert…“. Der militärische Nachrichtendienst des Großen Generalstabes und sein Zusammenwirken mit den preußischen Verwaltungsbehörden beim Nachrichtendienst und der Spionageabwehr, vorrangig dargestellt am Beispiel des Regierungsbezirks Bromberg in den Jahren von 1890–1914 zum Dr. phil. promoviert. Die Ergebnisse wurden auf einer Tagung der Arbeitsgemeinschaft zur Geschichte Preußens vorgestellt.
Seine Schwerpunkte liegen in der preußischen Geschichte und in der Geschichte der Geheimdienste. Schmidt ist Herausgeber zahlreicher Bücher, Autor von Beiträgen (Jahrbuch Preußenland u. a.) und Rezensent (Baltische Studien, Militärgeschichtliche Zeitschrift, Jahrbücher für Geschichte Osteuropas, Forschungen zur Brandenburgischen und Preußischen Geschichte u. a.).
2013 referierte er auf einer Tagung des Departments „Wissen – Kultur – Transformation“ und des Historischen Instituts der Universität Rostock über „Die Beschaffung amtlich notwendiger Informationen auf geheimdienstlichen Wegen durch deutsche Konsuln und Diplomaten in China (1896–1917)“. Er ist u. a. Mitglied des Gesprächskreises Nachrichtendienste in Deutschland sowie Mitglied im wissenschaftlichen Beirat der polnischen militärhistorischen Zeitschrift Przeglad Hystoryczno Wojskowy. Bis zum Ruhestand war Schmidt Mitarbeiter in einer Industrielobbyorganisation in Berlin.

## Schriften (Auswahl)
- Gegen Russland und Frankreich. Der deutsche militärische Geheimdienst 1890–1914 (= Geheimdienstgeschichte. Bd. 1). Ludwigsfelder Verlagshaus, Ludwigsfelde 2006, ISBN 3-933022-35-5. (3. Auflage 2009)
- (Red.): Über Preußen. Drei Vorträge (= Schriftenreihe des Preußeninstituts. Bd. 12). Ludwigsfelder Verlagshaus, Ludwigsfelde 2008, ISBN 978-3-933022-53-0.
- (Hrsg.): Geheimdienste, Militär und Politik in Deutschland (= Geheimdienstgeschichte. Bd. 2). Ludwigsfelder Verlagshaus, Ludwigsfelde 2008, ISBN 978-3-933022-55-4.
- (Hrsg.): Polizei in Preußen im 19. Jahrhundert. Ludwigsfelder Verlagshaus, Ludwigsfelde 2011, ISBN 978-3-933022-66-0.
- (Hrsg.): Als die Heimat zur Fremde wurde…. Flucht und Vertreibung der Deutschen aus Westpreußen. Aufsätze und Augenzeugenberichte. Köster, Berlin 2011, ISBN 978-3-89574-760-1.
- (Hrsg.): Geheimdienste in Deutschland. Affären, Operationen, Personen (= Geheimdienstgeschichte. Bd. 4). Ludwigsfelder Verlagshaus, Ludwigsfelde 2012, ISBN 978-3-933022-78-3.
- Kein Fall von „Ritueller Blutabzapfung“ – die Strafprozesse gegen den Rabbinatskandidaten Max Bernstein in Breslau 1889/90 und deren sexualpsychologischer Hintergrund. In: Fachprosaforschung – Grenzüberschreitungen. Band 8/9, 2012/2013 (2014), S. 483–516.
- (Hrsg.): Spione, Betrüger, Geheimoperationen. Fallstudien und Dokumente aus 275 Jahren Geheimdienstgeschichte (= Geheime Nachrichtendienste. Bd. 10). Köster, Berlin 2015, ISBN 978-3-89574-890-5.
- (Red.): Preußen als Lehre für unsere Gegenwart. Aufsätze zur preußischen Geschichte (= Schriftenreihe des Preußeninstituts. Bd. 14). Ludwigsfelder Verlagshaus, Ludwigsfelde 2015, ISBN 978-3-933022-77-6.
- (Hrsg.): Spionage, Doppelagenten und Islamistische Bedrohung. Aufsätze und Dokumente zur Geheimdienstgeschichte.  Ludwigsfelder Verlagshaus, Ludwigsfelde 2017, ISBN 978-3-933022-93-6.
- (Hrsg.): Spionage, Terror und Spezialeinsatzkräfte. Aufsätze und Dokumente zur Geheimdienstgeschichte. Verlag Dr. Köster, Berlin 2019, ISBN 978-3-89574-965-0.
- (Hrsg.): Spionage, Chiffren und chemische Kampfstoffe. Aufsätze und Dokumente zur Geheimdienstgeschichte. Verlag Dr. Köster, Berlin 2021, ISBN 978-3-96831-010-7.
- (Hrsg.): Atomspione, Waffenhändler und Umsturzversuche. Fallstudien und Dokumente aus 210 Jahren Geheimdienstgeschichte. Ludwigsfelder Verlagshaus Ludwigsfelde 2024 ISBN 978-3-949572-04-3